# Leif Hoste
Leif Hoste, född den 17 juli 1977 i Kortrijk, är en belgisk tidigare landsvägscyklist som var professionell från 1998 till 2012. Hans främsta meriter är segern i Driedaagse Brugge-De Panne 2006 och  tre andraplatser i Flandern runt. Han var en framstående tempocyklist och blev belgisk mästare i disciplinen tre gånger.
2006 kom Hoste in som tvåa över mållinjen i Paris–Roubaix, men diskvalificerades (tillsammans med Peter Van Petegem och Vladimir Gusev) för att ha passerat en järnvägsövergång efter att bommarna börjat fällas. Efter karriären blev han 2013 dömd för oegentligheter i sitt "biologiska pass" och fråntogs sina resultat från den 1 juli 2008 till den 31 december 2010. Därtill stängdes han (efter karriären!) av till och med 2015.. Han dömdes också till att böta 150 000 euro, men friades 2017 av belgisk domstol.

## Meriter
| 1998 Vinnare av etapp 1 i Tour de l'Avenir Vinnare av etapp 3 i Circuito Montañés 1999 5:a totalt i Tour Trans-Canada 6:a i Grand Prix Eddy Merckx 9:a i Duo Normand 2000 Vinnare av etapp 3 i Tour de Wallonie 3:a i individuellt tempolopp vid Belgiska mästerskapen 7:a i Grand Prix Eddy Merckx 2001 Belgisk mästare i individuellt tempolopp 2002 9:a i Sparkassen Giro Bochum 2003 2:a i individuellt tempolopp vid Belgiska mästerskapen 2:a i Kuurne–Bryssel–Kuurne 3:a i Grand Prix Eddy Merckx 2004 2:a i Flandern runt 2:a totalt i Tour de l'Ain 3:a i individuellt tempolopp vid Belgiska mästerskapen 6:a i Bryssel–Ingooigem 6:a i Druivenkoers Overijse 8:a i Grand Prix Eddy Merckx 2005 3:a totalt i Eneco Tour of Benelux | 2006 Belgisk mästare i individuellt tempolopp Vinnare totalt av Driedaagse Brugge-De Panne Vinnare av bergspristävlingen Vinnare av etapperna 1 och 4 (ITT) 2:a i Kuurne–Bryssel–Kuurne 2:a i Flandern runt 2:a i Eindhoven Team Time Trial 5:a i E3 Prijs Vlaanderen 2007 Belgisk mästare i individuellt tempolopp 2:a i Flandern runt 3:a totalt i Belgien runt 4:a totalt i Eneco Tour 7:a totalt i Tour of Qatar 2008 2:a i individuellt tempolopp vid Belgiska mästerskapen 6:a i Paris–Roubaix 7:a i Omloop Het Volk 2009 4:a i Paris–Roubaix* 8:a totalt i Driedaagse Brugge-De Panne* 2010 3:a i individuellt tempolopp vid Belgiska mästerskapen* 8:a i Paris–Roubaix* 2011 7:a i Dwars door Vlaanderen |

Not: asterisk markerar att dessa resultat fråntogs Hoste av UCI 2013.